# Chasnais
Chasnais és un municipi francès situat al departament de Vendée i a la regió de País del Loira. L'any 2007 tenia 602 habitants.

## Demografia

### Població
El 2007 la població de fet de Chasnais era de 602 persones. Hi havia 226 famílies de les quals 39 eren unipersonals (12 homes vivint sols i 27 dones vivint soles), 78 parelles sense fills, 101 parelles amb fills i 8 famílies monoparentals amb fills.
La població ha evolucionat segons el següent gràfic:
Habitants censats

### Habitatges
El 2007 hi havia 273 habitatges, 229 eren l'habitatge principal de la família, 29 eren segones residències i 15 estaven desocupats. 262 eren cases i 11 eren apartaments. Dels 229 habitatges principals, 194 estaven ocupats pels seus propietaris, 32 estaven llogats i ocupats pels llogaters i 3 estaven cedits a títol gratuït; 4 tenien dues cambres, 19 en tenien tres, 63 en tenien quatre i 143 en tenien cinc o més. 197 habitatges disposaven pel capbaix d'una plaça de pàrquing. A 85 habitatges hi havia un automòbil i a 139 n'hi havia dos o més.

### Piràmide de població
La piràmide de població per edats i sexe el 2009 era:
| Homes | Edats   | Dones |
| ----- | ------- | ----- |
| 0     | 95 o +  | 0     |
| 0     | 90 a 94 | 0     |
| 0     | 85 a 89 | 4     |
| 8     | 80 a 84 | 4     |
| 4     | 75 a 79 | 0     |
| 8     | 70 a 74 | 16    |
| 16    | 65 a 69 | 4     |
| 24    | 60 a 64 | 8     |
| 8     | 55 a 59 | 12    |
| 4     | 50 a 54 | 4     |
| 28    | 45 a 49 | 24    |
| 12    | 40 a 44 | 28    |
| 20    | 35 a 39 | 16    |
| 12    | 30 a 34 | 16    |
| 8     | 25 a 29 | 8     |
| 24    | 20 a 24 | 12    |
| 32    | 15 a 19 | 20    |
| 12    | 10 a 14 | 8     |
| 12    | 5 a 9   | 16    |
| 16    | 0 a 4   | 8     |

## Economia
El 2007 la població en edat de treballar era de 388 persones, 300 eren actives i 88 eren inactives. De les 300 persones actives 281 estaven ocupades (149 homes i 132 dones) i 20 estaven aturades (11 homes i 9 dones). De les 88 persones inactives 41 estaven jubilades, 22 estaven estudiant i 25 estaven classificades com a «altres inactius».

### Ingressos
El 2009 a Chasnais hi havia 247 unitats fiscals que integraven 662,5 persones, la mediana anual d'ingressos fiscals per persona era de 18.152 €.

### Activitats econòmiques
Dels 29 establiments que hi havia el 2007, 1 era d'una empresa extractiva, 1 d'una empresa de fabricació de material elèctric, 7 d'empreses de fabricació d'altres productes industrials, 4 d'empreses de construcció, 5 d'empreses de comerç i reparació d'automòbils, 2 d'empreses d'hostatgeria i restauració, 2 d'empreses financeres, 2 d'empreses immobiliàries, 3 d'empreses de serveis, 1 d'una entitat de l'administració pública i 1 d'una empresa classificada com a «altres activitats de serveis».
Dels 7 establiments de servei als particulars que hi havia el 2009, 2 eren tallers de reparació d'automòbils i de material agrícola, 1 paleta, 1 fusteria, 1 lampisteria, 1 restaurant i 1 saló de bellesa.
L'any 2000 a Chasnais hi havia 8 explotacions agrícoles que ocupaven un total de 192 hectàrees.

## Equipaments sanitaris i escolars
El 2009 hi havia una escola elemental.

## Poblacions més properes
El següent diagrama mostra les poblacions més properes.